# Єссе Пютс
Єссе Пютс (нід. Jesse Puts, 1 серпня 1994) — нідерландський плавець.
Чемпіон світу з плавання на короткій воді 2016 року, призер 2018 року.
Призер Чемпіонату Європи з плавання на короткій воді 2015, 2019 років.